# Johan Petersson
Pär Johan Petersson (auch unter dem Namen Johan Pettersson bekannt; * 29. März 1973 in Karlshamn) ist ein ehemaliger schwedischer Handballspieler. Er spielte auf der Position Rechtsaußen. Aktuell ist er als Handballtrainer tätig.

## Werdegang
Seine handballerische Karriere begann er beim IK Sävehof, danach wechselte er 1996 zur GWD Minden, wo er ein Jahr blieb. 1997 wechselte er für vier Jahre zur HSG Nordhorn. Schließlich nahm er ein Angebot vom THW Kiel an und wurde 2001 ebenfalls ein "Zebra". Dort blieb er vier Jahre, bis ihm ein Angebot an der Handballschule vorlag, das ihm aufgrund der beruflichen Perspektive zusagte. Für Kiel ging er 199 mal aufs Parkett und erzielte 1097 Treffer (im Schnitt 5,5 Tore).
Mit dem THW Kiel feierte er Erfolge wie die Deutsche Meisterschaft 2002 und 2005, wurde EHF-Pokalsieger. Mit der schwedischen Handballnationalmannschaft errang er die Silbermedaille bei Olympia 1996 und Olympia 2000, wurde 1999 Weltmeister und Zweiter bei der Weltmeisterschaft 2001. Außerdem wurde er 2001/02 und 2002/03 ins Liga-Allstar-Team gewählt. Petersson verließ im Januar 2005 die Nationalmannschaft und wurde 2007 nochmals in das Drei-Kronen-Team zurückgeholt. Insgesamt bestritt er 250 Länderspiele für Schweden und warf 815 Tore.
Zurzeit arbeitet er als Handballlehrer an einem Gymnasium in Jönköping in Schweden. Zusätzlich spielte und trainierte er seinen Verein IF Hallby Handboll. Knapp verpasste er den Aufstieg in die Elitserie. Nach einem verpatzten Saisonstart trennte sich Hallby im November 2008 von Petersson. Anschließend spielte er beim schwedischen Erstligisten Alingsås HK. Mit Alingsås HK gewann Petersson 2009 die schwedische Meisterschaft. Ein Jahr später beendete Petersson seine Karriere.
Aufgrund einer Verletzungsserie half Petersson beim schwedischen Erstligisten IFK Kristianstad für den Anfang der Saison 2010/11 aus. Im April 2012 wurde er vom TuS N-Lübbecke für die letzten Ligaspiele der Saison und das Final Four in Hamburg verpflichtet. Im Mai 2015 nahm ihm der HSV Hamburg unter Vertrag, um die verletzungsbedingte Ausfälle der Rechtsaußenspieler Hans Lindberg und Stefan Schröder zu kompensieren. Peterson riss sich bei seinem ersten Einsatz für den HSV Hamburg im EHF Europa Pokal die Achillessehne.
Er ist 1,81 Meter groß und wiegt ca. 81 kg. Er hat einen Sohn und eine Tochter mit seiner Ehefrau Sofia.
Petersson übernahm im Sommer 2017 das Traineramt des deutschen Drittligisten HSV Norderstedt, der jedoch noch vor Saisonbeginn 2017/18 seine Mannschaft zurückzog. In der Saison 2018/19 war er als Co-Trainer des schwedischen Zweitligisten Kungälvs HK tätig. Im Sommer 2019 übernahm er das Traineramt der Damenmannschaft von Kärra HF, die in der zweithöchsten schwedischen Spielklasse antrat. Im Jahr 2021 stieg die Mannschaft unter seiner Leitung in die Svensk HandbollsElit auf. Nur wenige Tage nach dem Aufstieg legte er sein Traineramt beim Kärra HF nieder. Ab Oktober 2021 war er für knapp zwei Monate Cheftrainer bei BK Heid. Seit Dezember 2021 trainiert er den deutschen Bundesligisten Bayer 04 Leverkusen. Im Sommer 2023 verließ er Leverkusen und übernahm den schwedischen Frauen-Zweitligisten Alingsås HK. Nach der Saison 2024/25 wird er Alingsås HK verlassen und Kungälvs HK übernehmen.

## Erfolge
- Deutscher Meister 2002 und 2005
- Schwedischer Meister 2009
- EHF-Pokalsieger 2002 und 2004
- Europameister 2000 und 2002, ins All-Star-Team der EM 2000 gewählt
- Silber Olympia 1996 und 2000
- Weltmeister 1999, 2. Platz WM 2001, ins All-Star-Team der WM 1999 gewählt, 3. Platz WM 1995
- Handball-Woche-Ranking: Rechtsaußen: 3. 2003, 1. 2002 (n Mannschaft des Jahres), 6. 2001, 1. 2000, 2. 1999, 2.1998
- Handball-Magazin-Ranking: Rechtsaußen: 1. 2005 (Weltklasse), 4. 2004 (internationale Klasse), 3. 2003 (IK), 2. 2002 (WK), 11. 2001 (nationale Klasse), 1. 2000 (IK)
- ins Liga-Allstar-Team 2001/2002 und 2002/2003 gewählt
- in der HW-Mannschaft der Saison 2004, 2005